# Karla Koníčková
Karla Koníčková, celým jménem Karolina Theofila Koníčková (1. listopadu 1878 Częstochowa – 24. srpna 1951 Praha) byla česká učitelka a později inspektorka hospodyňských škol.
Autorka učebnice Drůbežnictví pro hospodyňské školy a rolnické statky. Teta dirigenta Štěpána Koníčka a pedagožky Jany Berdychové.

## Životopis
Narodila se v Polsku, kde v té době pracoval její otec Jan Koníček (1833–1916) jako důlní inženýr. Matkou byla Marie rozená Gottfriedová (1850–1930). Byla třetí nejstarší ze sedmi dětí. Od malička měla studijní nadání, ovšem na univerzitní studia šli její tři bratři a Karla se vyučila kloboučnicí. Z tohoto zaměstnání však brzy utekla a s kamarádkou podnikla cestu do Salcburku na drůbežnickou farmu. Postupně se v tomto oboru naučila tolik, že o něm sepsala knihu, která byla přijata jako oficiální učební pomůcka pro hospodyňské školy.
Samostudiem a praxí se vypracovala tak, že se stala ředitelkou hospodyňské školy v Přelouči. Poté byla v letech 1920-26 pověřena založením a vedením hospodyňské školy v Niměřicích v budově zámku. Jelikož však majitelka zámku z něj chtěla udělat své sídlo, bylo rozhodnuto hospodyňskou školu přestěhovat jinam. Město Mladá Boleslav nabídlo pozemek a na něm byla vystavěna nová škola, autorem stavby byl architekt Kroha. Ředitelkou školy byla
slečna Koníčková až do roku 1934, kdy jí vystřídala Marie Novotná.
V roce 1934 byla jmenována zemskou inspektorkou hospodyňských škol v Čechách a na Moravě jako nástupkyně Betty Kozákové.
Hlavní význam její činnosti spatřuje její neteř Jana Berdychová v osvětové práci pro pozvednutí kulturní úrovně venkovských žen.

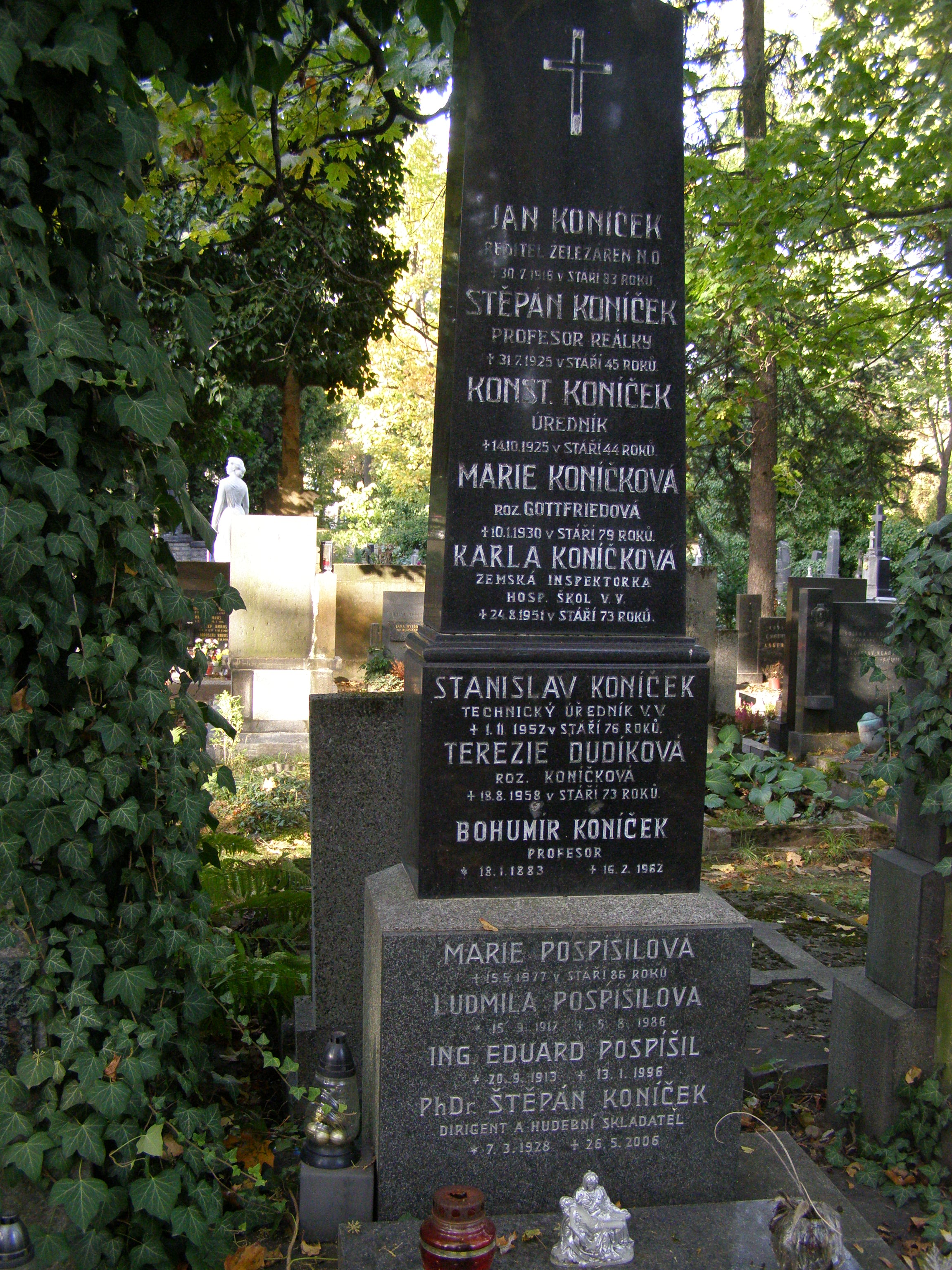
Hrob rodiny Koníčků na Malvazinkách

Je pohřbena na Malvazinkách.
.

## Dílo
- Drůbežnictví pro hospodyňské školy a rolnické statky (1940, 1946)